# 相賀大神社
相賀大神社（おうがだいじんじゃ）は、和歌山県橋本市にある神社である。

## 祭神
主祭神は天照皇大神、伊邪那岐命、伊邪那美命。

## 歴史
創建は明らかにされていないが、鎌倉時代に根來寺領となった相賀荘の鎮守として、根來の三部権現を勧請したものとされている。